# Santa María del Campo
Santa María del Campo là một đô thị trong tỉnh Burgos, Castile và León, Tây Ban Nha.